# نيكولاي فاليس
نيكولاي فاليس (مواليد 4 سبتمبر 1996) هو لاعب كرة قدم دنماركي يلعب في مركز الجناح في نادي بروندبي.

## روابط خارجية
- نيكولاي فاليس على موقع قاعدة بيانات كرة القدم.إي يو (الإنجليزية)
- نيكولاي فاليس على موقع Soccerway.com (الإنجليزية)
- نيكولاي فاليس على موقع عالم كرة القدم.نت (الإنجليزية)